# Perlan

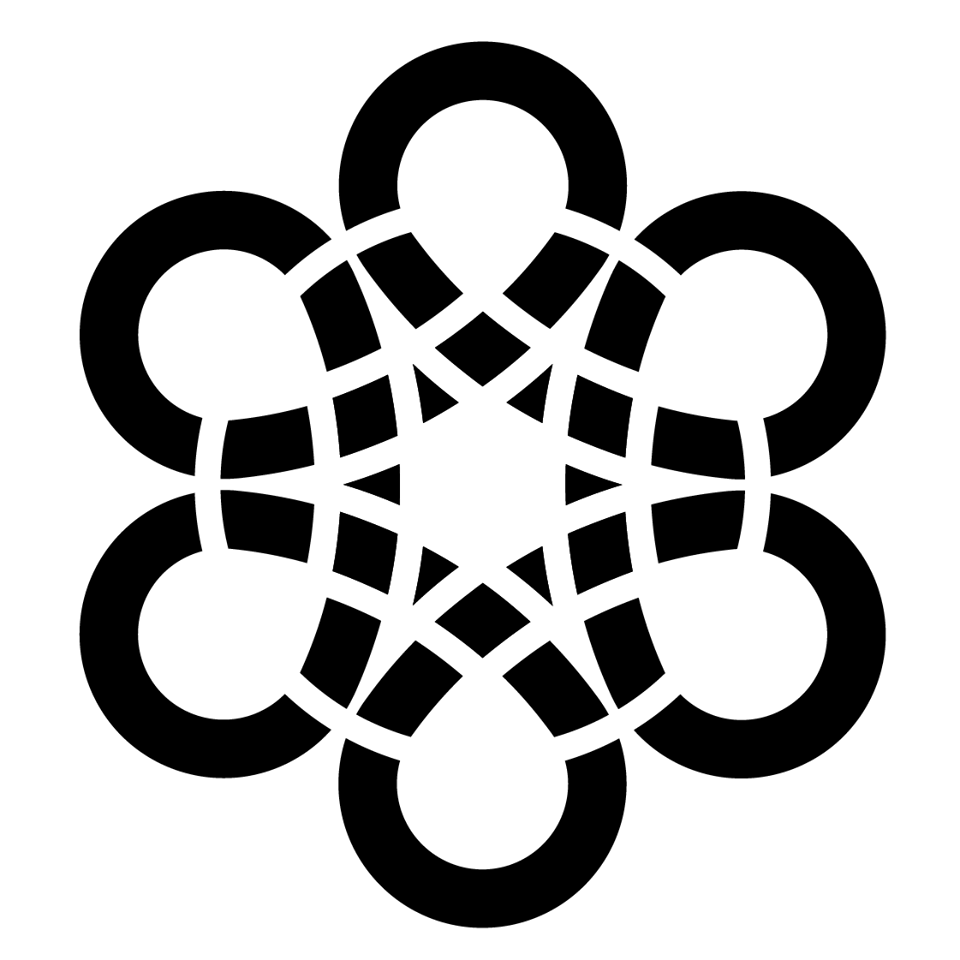
Logo von Perlan in Reykjavík

Perlan, gesehen vom Flughafen Reykjavík

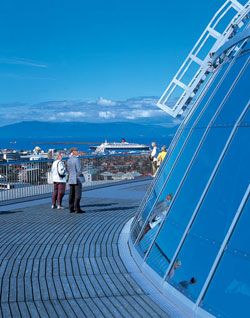
Auf der Aussichtsplattform

Perlan (isl. die Perle) ist ein Warmwasserspeicher in Islands Hauptstadt Reykjavík. Er wurde von Ingimundur Sveinsson entworfen und 1991 eröffnet. Von hier aus wird die Stadt mit Warmwasser versorgt, auch die im Winter beheizten Gehwege und Straßen.
Perlan befindet sich am Hügel Öskjuhlíð südlich des Stadtzentrums beim Flughafen Reykjavík. An der Stelle befanden sich schon mehrere Jahrzehnte lang Warmwasserspeicher. Nach Plänen, die bis in das Jahr 1930 zurückreichen (ursprünglich von Johannes Kjarval entwickelt), wurden die sechs Aluminiumtanks mit einer Glaskuppel überdacht. Lampen erzeugen die Illusion eines Sternenhimmels, Spiegel reflektieren den Himmel und so öfter auch Polarlichter in das Innere des Gebäudes. In dem Gebäude wurde zudem ein künstlicher Geysir errichtet, der alle paar Minuten ausbricht.
Einer der Tanks wurde trockengelegt und beherbergte bis 2014 ein Saga-Museum. Am Dach der Tanks befindet sich eine Aussichtsplattform, die einen Blick über Reykjavík und weit in das Land hinein erlaubt. Im obersten Stockwerk befindet sich ein Drehrestaurant, so dass man beim Essen ebenfalls den Rundblick genießen kann.
Seit Juli 2017 befindet sich im Gebäude das Museum der Naturwunder Islands mit einem künstlichen Gletscher samt Eishöhle, entworfen und gebaut von Susan Christianen und Johan Larsson. Zudem gibt es ein Planetarium sowie weitere Ausstellungen zur isländischen Natur.
Die Errichtung des Gebäudes ist politisch Davíð Oddsson, dem damaligen Bürgermeister von Reykjavík und späteren Premierminister Islands, zu verdanken.

## Technik
Die Warmwassertanks – fünf der sechs sind noch in Betrieb – fassen jeweils bis zu vier Millionen Liter Warmwasser mit einer Temperatur von etwa 85 °C. Durch seine erhöhte Lage auf dem Hügel Öskjuhlíð (61 m) kann Perlan alle Gebäude in Reykjavík ohne zusätzliche Pumpen mit Energie aus heißem Wasser versorgen.
Das Warmwasser für Reykjavík wird aus etwa 70 Bohrlöchern in Reykjavík, Mosfellsbær und Nesjavellir entnommen, die meist zwischen 500 m und 2000 m in die Tiefe reichen. So kann ein Großteil der Wärmeenergie direkt aus geothermaler Energie gewonnen werden.
Das Gebäude ist 25,7 m hoch. Die Glaskuppel am Dach besteht aus 1176 Fensterelementen, 942 Glühbirnen erzeugen die Illusion eines Sternenhimmels. Von außen wird das Gebäude mit 58 Scheinwerfern beleuchtet.